# 小叶红光树
小叶红光树（学名：Knema globularia）为肉豆蔻科红光树属下的一个种。生长在荫湿的山坡或平坝低丘的杂木林中。